# Kultury ceramiki dołkowo-grzebykowej

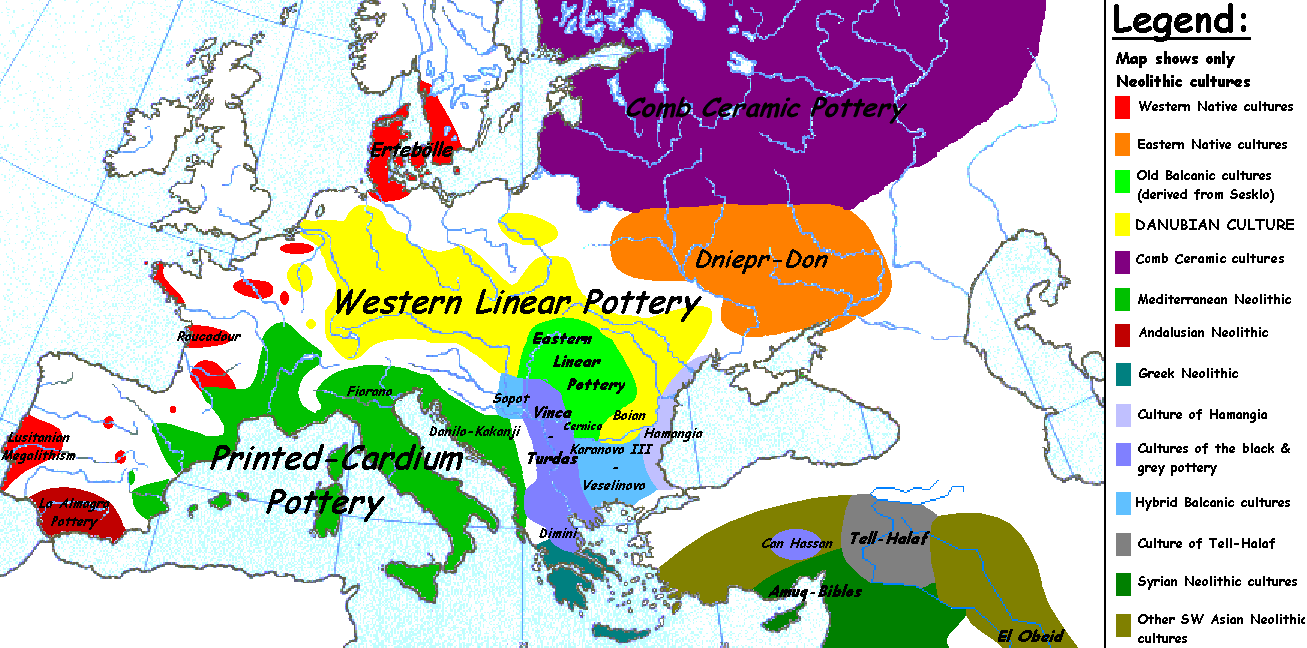
Zasięg kultury grzebykowej (kolor fioletowy) na mapie kultur archeologicznych Europy epoki środkowego neolitu

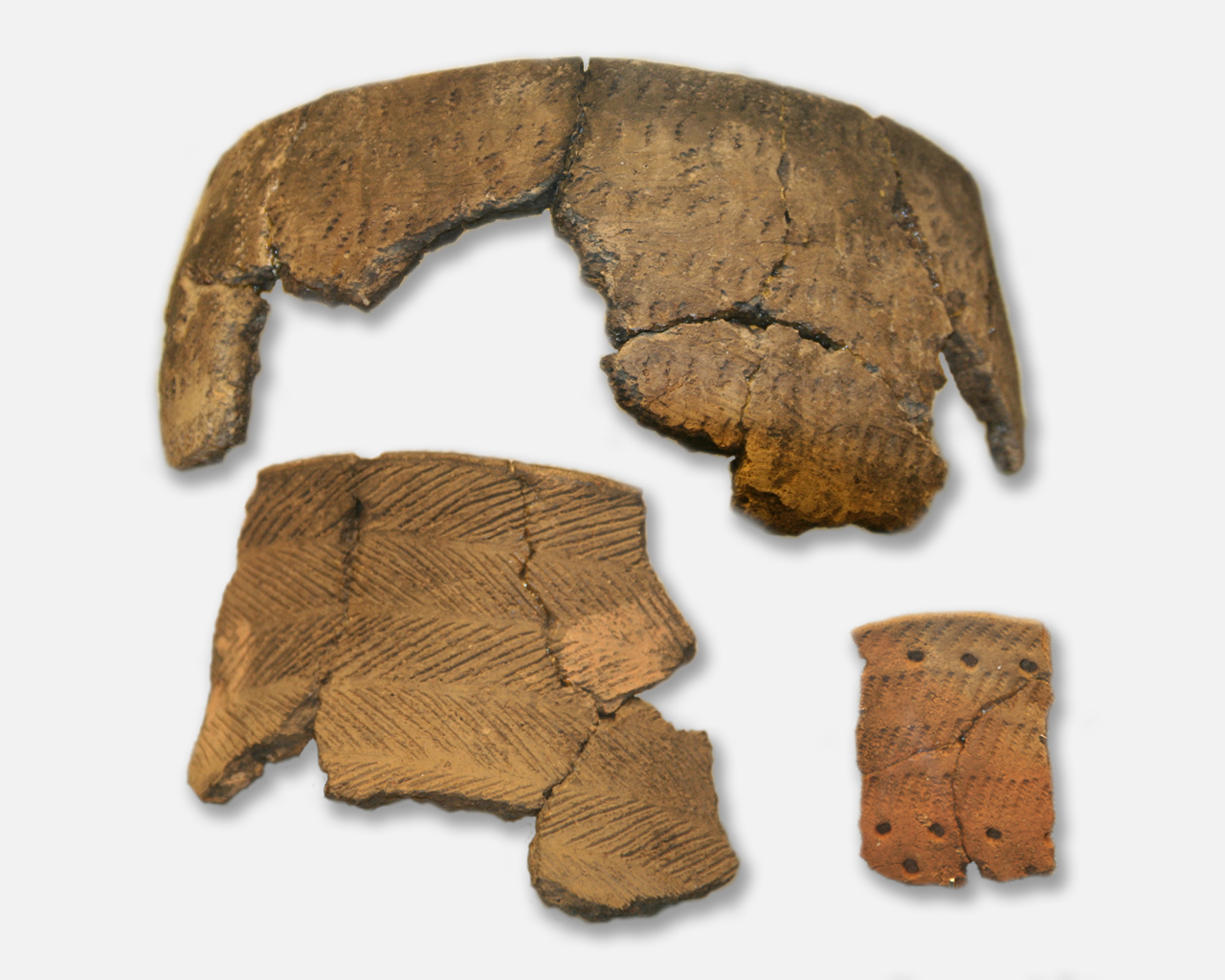
Przykład ceramiki kultury grzebykowej (z Muzeum Historycznego Estonii)

Kultury ceramiki dołkowo-grzebykowej (lub grzebykowo-dołkowej) – zespół neolitycznych kultur wywodzący się ze stref lesistych Europy Północno-wschodniej, w Polsce trwała między ok. 3100 p.n.e. a 1600 p.n.e.
Nazwa pochodzi od charakterystycznych zdobień na naczyniach o ostro zakończonych dnach. Były to rzędy poziomych dołków, wykonywane wielozębnym, grzebieniastym narzędziem. Przedstawiciele tej kultury wykorzystywali prymitywną technologię do wykonywania ceramiki – prawdopodobnie garncarstwo było stosunkowo nową umiejętnością przyswojoną przez tę ludność.
Była to kultura z gospodarką mezolityczną, rolnictwo albo było wykorzystywane w minimalnym stopniu, albo w ogóle. Lepiej była rozwinięta hodowla. Występowała w strefie leśnej i lasostepowej. Ludność tej kultury prowadziła koczowniczy (lub półkoczowinczy) tryb życia, zamieszkiwali w szałasach lub jurtach rzadziej w półziemiankach. Polowali na wszelkiego rodzaju zwierzynę leśną, uprawiali rybołówstwo. 
Pochówek szkieletowy, w pozycji wyprostowanej, w grobach znajdowane są ślady ochry.
Do poszczególnych kultur tego zespołu zalicza się głównie takie jak: kultura liałowska, riazańska, bałachińska, bielinowska, desnińska, karelska, kargopolska czy białomorska.
Dawniej kultury (czasami też kulturę) ceramiki grzebykowo-dołkowej określano jako prafińskie lub praugrofińskie.
Zachodnie i południowe strefy ludności kultury ceramiki dołkowo-grzebykowej wchodzą w kontakt z ludnością kultury amfor kulistych i ulegają jej oddziaływaniu.